# P-1 (郵便機)
中島 P-1
- 用途：郵便機
- 製造者：中島飛行機
- 運用者：日本航空輸送
- 生産数：9機
- 運用状況：退役

P-1は、中島飛行機が開発した日本の郵便機。

## 概要
日本航空輸送は専用機による夜間郵便輸送を計画し、1933年（昭和8年）、中島飛行機に夜間郵便機8機を発注した。これに対し、中島飛行機は九〇式二号水上偵察機三型を改造して郵便機P-1を製作した。具体的な改造内容は大型着陸灯、ラジオビーコン、無線電話、照明弾といった夜間飛行用装備の取り付けおよび寿二型改からジュピター6型へのエンジン換装である。
日本航空輸送が発注した8機と熊本逓信局職員の献納による義勇機（平時は定期輸送に、有事は国の任務に就く）「九州逓信号」1機を合わせた9機が製造され、1933年（昭和8年）11月に夜間郵便輸送が東京 - 大阪間で開始された。
しかし、単座機は夜間飛行に不向きだったこと、搭載量が小さかったことに加え、日中戦争を受けた中国大陸方面への路線拡大により燃料や乗員が不足したことから夜間郵便輸送は中止され、中島P-1の活躍も短期間に終わっている。

## 諸元
- 全幅：10.972m
- 全長：7.66m
- 全高：3.1m
- 自重：1225kg
- 搭載量：767kg（うち、郵便物搭載量200 - 300kg）
- 最大速度：241km/h
- 巡航速度：190km/h
- 航続時間：約5時間
- エンジン：中島 ジュピター6型星型空冷9気筒420馬力 1機
- 乗員：1名

## 事故
- 1933年（昭和8年）11月23日 - 夜間飛行訓練中の郵便機（p-1）が羽田飛行場で着陸に失敗して機体が炎上。原因は濃霧のため操縦を誤ったものと見られている。操縦士は負傷したが生還。
- 1935年（昭和10年）6月22日 - 日本航空輸送の郵便機（p-1）が岐阜県竹ヶ鼻町内に墜落。原因はエンジントラブルと見られている。民家5戸が全焼したが死亡者は操縦士1人にとどまった。操縦士は1933年の事故時の操縦士と同一人物で同町出身であった[1]。